# سميرة موسى
سميره موسي (3 مارس 1917 – 5 أغسطس 1952) ولدت في قرية سنبو الكبرى مركز زفتى بمحافظة الغربية، وهي أول عالمة ذرة مصرية، وأول معيدة في كلية العلوم بجامعة فؤاد الأول (جامعة القاهرة حاليًا).

## النشأة
ولدت سميرة موسى في 3 مارس 1917 بقرية سنبو الكبرى، مركز زفتى، محافظة الغربية، مصر. كان والدها يتمتع بمكانة اجتماعية مرموقة بين أبناء قريته، فكان منزله بمثابة مجلس يلتقي فيه أهل القرية ليناقشوا كافة الأمور السياسية والاجتماعية. وقد كان لها من الشقيقات واحدة، ومن الأشقاء اثنان. التحقت سميرة موسى بمدرسة «سنبو» الأولى، وحفظت أجزاء من القرآن، وكانت مهتمة بقراءة الصحف. انتقل والدها مع ابنته إلى القاهرة من أجل تعليمها، واشترى ببعض أمواله فندقا في حي الحسين حتى يستثمر أمواله في الحياة القاهرية. التحقت سميرة بمدرسة قصر الشوق الابتدائية ثم بمدرسة بنات الأشراف الثانوية الخاصة، والتي قامت على تأسيسها وإدارتها نبوية موسى الناشطة النسائية السياسية المعروفة.

## الدراسة
حصلت سميرة على الجوائز الأولى في جميع مراحل تعليمها، حيث كانت الأولى على الشهادة التوجيهية عام 1935، ولم يكن فوز الفتيات بهذا المركز مألوفا في ذلك الوقت، إذ لم يكن يسمح لهن بدخول الامتحانات التوجيهية إلا من المنازل، حتى تغير هذا القرار عام 1925 بإنشاء مدرسة الأميرة فايزة، وهي أول مدرسة ثانوية للبنات في مصر.
كان لتفوّقها المستمر أثر كبير على مدرستها، حيث كانت الحكومة تقدم معونة مالية للمدرسة التي يخرج منها الأول، مما دفع ناظرة المدرسة نبوية موسى إلى شراء معمل خاص حينما سمعت يوما أن سميرة تنوي الانتقال إلى مدرسة حكومية يتوفر فيها معمل. يذكر عن نبوغها أنها قامت بإعادة صياغة كتاب الجبر الحكومي في السنة الأولى الثانوية، وطبعته على نفقة أبيها الخاصة، ووزّعته بالمجان على زميلاتها عام 1933.

## المشوار الجامعي
اختارت سميرة موسى كلية العلوم جامعة القاهرة، على الرغم من أن مجموعها كان يؤهلها لدخول كلية الهندسة حينما كانت أمنية أي فتاة في ذلك الوقت هي الالتحاق بـكلية الآداب، وهناك لفتت نظر أستاذها الدكتور علي مصطفى مشرفة، وهو أول مصري يتولي عمادة كلية العلوم. تأثرت به تأثرا مباشرا؛ ليس فقط من الناحية العلمية بل أيضا بالجوانب الاجتماعية في شخصيته.

## المؤهلات
حصلت سميرة موسى على بكالوريوس العلوم، وكانت الأولى على دفعتها، فعُيّنت معيدة بكلية العلوم، وذلك بفضل جهود د/مصطفى مشرفة الذي دافع عن تعيينها بشدة، وتجاهل احتجاجات الأساتذة الأجانب (الإنجليز).

## اهتماماتها النووية
- حصلت على شهادة الماجستير في موضوع التواصل الحراري للغازات.
- سافرت في بعثة إلى بريطانيا درست فيها الإشعاع النووي، وحصلت على الدكتوراة في الأشعة السينية وتأثيرها على المواد المختلفة.

## معادلة هامة توصلت اليها
أنجزت الرسالة في عام وخمسة أشهر، وقضت السنة الثانية في أبحاث متصلة توصلت من خلالها إلى معادلة هامة (لم تلقَ قبولا في العالم الغربي آنذاك) تُمكن من تفتيت المعادن الرخيصة مثل النحاس، ومن ثم صناعة القنبلة الذرية من مواد قد تكون في متناول الجميع، ولكن لم تدوِّن الكتب العلمية العربية الأبحاث التي توصلت إليها د/سميرة موسى.
لعلم بأن لا يوجد دليل صارم على وجود تلك المعادلة و قد تكون مجرد شائعة أنجذب إليها الأعلام المصري لأن العوامل الأساسية لفزياء أنشطار الذرة تنص على عامل الوزن الذري، فيجب على الذرة أمتلاك قدر معين من البروتونات و النيوترونات لجعلها نشطة و غير مستقرة لجعل أنشطارها شيئ ممكن أنتاج طاقة قابلة للأستخدام منه، لمعرفة المزيد اذهب لرؤية: عدد سحري ، انشطار نووي و طاقة نووية

## اهتماماتها السياسية
كانت تأمل أن يكون لمصر وللوطن العربي مكان وسط هذا التقدم العلمي الكبير، حيث كانت تؤمن بأن زيادة ملكية السلاح النووي يسهم في تحقيق السلام، لأن أي دولة تتبني فكرة السلام لا بد وأن تتحدث من موقف قوة. فقد عاصرت ويلات الحرب وتجارب القنبلة الذرية التي دمّرت هيروشيما وناجازاكي في عام 1945، ولفت انتباهها الاهتمام المبكر من إسرائيل بامتلاك أسلحة الدمار الشامل وسعيها للانفراد بالتسلّح النووي في المنطقة.
قامت بتأسيس هيئة الطاقة الذرية بعد ثلاثة أشهر فقط من إعلان الدولة الإسرائيلية عام 1948. كما حرصت على إيفاد البعثات للتخصص في علوم الذرة، فكانت دعواتها المتكررة إلى أهمية التسلح النووي، ومجاراة هذا المد العلمي المتنامي. كما نظمت مؤتمر الذرة من أجل السلام الذي استضافته كلية العلوم، وشارك فيه عدد كبير من علماء العالم.

## اهتماماتها الذرية في المجال الطبي
كانت تأمل أن تسخر الذرة لخير الإنسان، وتقتحم مجال العلاج الطبي، حيث كانت تقول: 
 كما كانت عضوا في كثير من اللجان العلمية المتخصصة، وعلى رأسها «لجنة الطاقة والوقاية من القنبلة الذرية» التي شكلتها وزارة الصحة المصرية.

## هواياتها الشخصية
كانت د. سميرة مولعة بالقراءة، وحرصت على تكوين مكتبة كبيرة تضم كتبا متنوعة منها: الأدب، والتاريخ، وكتب السير الذاتية. وقد تم التبرع بها إلى المركز القومي للبحوث. كما أجادت استخدام النوتة، والموسيقى، وفن العزف على العود، بالإضافة إلى تنمية موهبتها الأخرى في فن التصوير بتخصيص جزء من بيتها للتحميض والطبع. وكانت تحب التريكو والحياكة، وتقوم بتصميم ملابسها وحياكتها بنفسها.

## نشاطاتها الاجتماعية والإنسانية
- شاركت د. سميرة في جميع الأنشطة الحيوية حينما كانت طالبة بكلية العلوم، حيث انضمت إلى ثورة الطلاب في نوفمبر عام 1932، والتي قامت احتجاجًا على تصريحات اللورد البريطاني «صمويل».
- شاركت في مشروع القرش لإقامة مصنع محلي للطرابيش وكان علي مصطفى مشرفة من المشرفين على هذا المشروع.
- شاركت في جمعية الطلبة للثقافة العامة والتي هدفت إلى محو الأمية في الريف المصري.
- شاركت في جماعة النهضة الاجتماعية والتي هدفت إلى تجميع التبرعات لمساعدة الأسر الفقيرة.
- كما انضمت أيضًا إلى جماعة إنقاذ الطفولة المشردة، وإنقاذ الأسر الفقيرة.

## مؤلفاتها
تأثرت د/سميرة بإسهامات المسلمين الأوائل، وبأستاذها علي مصطفى مشرفة. وقد كتبت مقالة حول دور محمد بن موسى الخوارزمي في إنشاء علوم الجبر. ولها أيضا عدة مقالات تتناول بصورة مبسطة عن الطاقة الذرية، وأثرها، وطرق الوقاية منها، وتشرح تاريخ الذرة وتكوينها، والانشطار النووي وآثاره المدمرة، وخصائص الأشعة وتأثيرها البيولوجي.

## سفرها للخارج
سافرت سميرة موسى إلى بريطانيا ثم إلى الولايات المتحدة للدراسة في جامعة أوكوردج بولاية تنيسي الأمريكية. ولم تنبهر ببريقها أو تنخدع بمغرياتها، ففي خطاب إلى والدها قالت: 

## وفاتها
قبل وفاتها، عملت سميرة موسى علي في معهد مالينكرودت للأشعة في جامعة واشنطن في سانت لويس بولاية ميزوري. كانت زميلة لبرنامج فولبرايت الثقافي بصفة زائرة من جامعة فؤاد الأول في القاهرة (جامعة القاهرة) حاليًا). وكانت بصدد إجراء أبحاث مكافحة السرطان للحصول على منحة "وللانخراط في الفيزياء النووية بالولايات المتحدة". عملت أيضًا في المعهد الوطني للمعايير والتقنية. توفيت سميرة موسى بحادث سيارة أثناء سفرها لقضاء إجازة بالقرب من شيريدان بولاية وايومنغ في 15 أغسطس عام 1952. كانت تجلس في مقعد الركاب في سيارة بويك سيدان مع سائق يدعى أرلينج أوروين كريسلر، وهو موظف مدني في القوات الجوية الأمريكية تم تعيينه في واشنطن العاصمة، الحادث كان بسبب فقدان السيطرة على السيارة أدى ذلك إلى سقوطها من ارتفاع يبلغ 16 مترًا بوادٍ. توفي كِلاهما في مكان الحادث بجانب الطريق السريع 14-16، على بُعد 29 كم شرق كليرمونت، وايومنغ. واتخذت الإجراءات اللازمة لإعادة جثتها إلى القاهرة جواً. استغلت ظروف وفاتها لنشر شائعات مفادها أن الموساد من دبر قتلها. بمساعدة الممثلة اليهودية المصرية راقية إبراهيم.
هناك روايات متعددة عن وفاة موسى، تزعم بعض الروايات أن مركبة أخرى تسببت في وقوع الحادث، كما لا توجد تقارير حديثة عن وفاتها التي قد تثير الشكوك.

### نظريات وآراء حول وفاتها
من ضمن النظريات حول وفاتها هو أن السائق كان يحمل اسما مستعارًا، وأن إدارة المفاعل لم تبعث بأحد لاصطحابها. وقد كانت سميرة موسى تقول لوالدها في رسائلها: 
 وعلّق محمد الزيات مستشار مصر الثقافي في واشنطن وقتها أن كلمة «أشياء كثيرة» كانت تعني بها أن في قدرتها اختراع جهاز لتفتيت المعادن الرخيصة إلى ذرات عن طريق التوصيل الحراري للغازات، ومن ثم تصنيع قنبلة ذرية رخيصة التكلفة.
في آخر رسالة لها كانت تقول: 
حيث كانت تنوي إنشاء معمل خاص لها في منطقة الهرم بـمحافظة الجيزة. لا زالت الصحف تتناول قصة سميرة موسى وملفها الذي لم يُغلق، وإن كانت هناك ادِّعاءات تشير إلى أن الموساد هو الذي يقف وراء اغتيالها جزاء لمحاولتها نقل العلم النووي إلى مصر والوطن العربي في تلك الفترة المبكرة.

## تكريم الدولة لسميرة موسى
- تم تكريمها من قبل الجيش المصري في عام 1953.[بحاجة لمصدر]
- لم تنس مصر ابنتها العظيمة، فقد قامت بتكريمها عندما منحها الرئيس الراحل محمد أنور السادات وسام العلوم والفنون من الطبقة الأولى عام 1981.
- أُطلق اسمها على إحدى مدارس وزارة التربية والتعليم بقريتها. كما سُمّيت إحدى معامل كليتها باسمها.
- قُرر إنشاء قصر ثقافة يحمل اسمها في قريتها عام 1998.[25]
- تم تسجيل قصتها في سيرة ذاتية بعنوان «اغتيال العقل العربي: سيرة ذاتية لأولى شهداء العلم د.سميرة موسى».[26]